# Ian Whittaker
Ian Whittaker (1928 - 16 de outubro de 2022) foi um decorador de arte britânico. Venceu o Oscar de melhor direção de arte na edição de 1993 por Howards End, ao lado de Luciana Arrighi.